# 다오 게이스케
다오 게이스케(일본어: 田尾 佳祐, 2003년 11월 18일~)는 일본의 축구 선수이다.

## 구단 경력
그는 2022년 J3리그의 가마타마레 사누키에 입단했다.